# 砂山 (童謡)
「砂山」（すなやま）は、北原白秋作詞の童謡。

## 概要
中山晋平の作曲と山田耕筰の作曲による2曲が知られる。一つの詞に複数の作曲家がそれぞれ曲を作ることは珍しいことではなく、他にも成田為三や宮原禎次などがこの詞に曲を作っている。とはいえ、通常これらの曲のうち1曲だけが人気を獲得し、それ以外は歌われなくなり忘れ去られてゆくことがほとんどであり、2曲が現在に至るまで歌い継がれているのは非常に珍しい例といえる。

## 歴史
1922年、北原白秋は新潟で童謡音楽会に招かれ、2000人あまりの小学生から熱烈な歓迎を受けた（6月）。白秋はこの時、同年9月に新潟を再訪する旨を伝え、音楽会の開催を頼んだ。また小学生たちから新潟にちなむ歌の注文を受けた。
白秋は、市街地に隣接する佐渡島を一望できる寄居浜に出向き、荒涼とした物淋しい光景から着想を得て詞を書き上げた。中山晋平へ作曲を依頼し、雑誌『小学女生』大正11年9月号に発表された。
翌1923年には、山田耕筰がこの白秋の詞へ作曲を付けた。山田の曲はその4年後、『山田耕筰童謡百曲集』に収録された。
寄居浜には現在、公園（西海岸公園）が整備され、公園内に「砂山」の歌碑が建立されている。
中山晋平作曲版の「砂山」は戦後から1960年までにレコード売上は15万枚に達し、ロングヒットを続けている。

## 歌詞
海は荒海　向こうは佐渡よ

すずめ啼け啼け　もう日は暮れた

みんな呼べ呼べ　お星さま出たぞ
暮れりゃ砂山　汐鳴りばかり

すずめちりぢり　また風荒れる

みんなちりぢり　もう誰も見えぬ
かえろかえろよ　茱萸原わけて

すずめさよなら　さよならあした

海よさよなら　さよならあした

## オマージュ
『帰ってきたウルトラマン』第14話の中で、登場する怪獣の名を冠した「シーモンスの歌」が歌われるが、歌詞は砂山をさかさまに歌いあげたものであった。